# Olympische Sommerspiele 1976/Teilnehmer (Italien)
| Gelbes Symbol für Goldmedaillen mit stilisierten Olympischen Ringen | Graues Symbol für Silbermedaillen mit stilisierten Olympischen Ringen | Braundes Symbol für Bronzemedaillen mit stilisierten Olympischen Ringen |
| ------------------------------------------------------------------- | --------------------------------------------------------------------- | ----------------------------------------------------------------------- |
| 2                                                                   | 7                                                                     | 4                                                                       |

Italien nahm an den Olympischen Sommerspielen 1976 in Montreal mit einer Delegation von 210 Athleten (183 Männer und 27 Frauen) an 122 Wettkämpfen in 20 Sportarten teil.
Die italienischen Sportler gewannen zwei Gold-, sieben Silber- und vier Bronzemedaillen, womit Italien den 14. Platz im Medaillenspiegel belegte. Olympiasieger wurden der Florettfechter Fabio Dal Zotto und der Wasserspringer Klaus Dibiasi vom 10-Meter-Turm, der zudem Fahnenträger bei der Eröffnungsfeier war.

## Teilnehmer nach Sportarten

### Basketball
Männer
- 5. Platz
Carlo Recalcati
Dino Meneghin
Fabrizio Della Fiori
Gianni Bertolotti
Giulio Iellini
Giuseppe Brumatti
Ivan Bisson
Luciano Vendemini
Luigi Serafini
Marino Zanatta
Pierluigi Marzorati
Renzo Bariviera

### Bogenschießen
Männer
- Giancarlo Ferrari
Einzel: Bronze

- Sante Spigarelli
Einzel: 10. Platz

Frauen
- Franca Capetta
Einzel: 12. Platz

- Ida Da Poian
Einzel: 19. Platz

### Boxen
- Giovanni Camputaro
Fliegengewicht: im Achtelfinale ausgeschieden

- Bernardo Onori
Bantamgewicht: im Achtelfinale ausgeschieden

- Gaetano Pirastu
Leichtgewicht: in der 1. Runde ausgeschieden

- Daniele Zappaterra
Halbweltergewicht: in der 1. Runde ausgeschieden

- Luigi Minchillo
Weltergewicht: im Achtelfinale ausgeschieden

- Pierangelo Pira
Halbmittelgewicht: im Achtelfinale ausgeschieden

### Fechten
Männer
- Fabio Dal Zotto
Florett: Gold 
Florett Mannschaft: Silber 
Degen Mannschaft: 7. Platz

- Carlo Montano
Florett: 26. Platz
Florett Mannschaft: Silber

- Stefano Simoncelli
Florett: 37. Platz
Florett Mannschaft: Silber

- Giovanni Battista Coletti
Florett Mannschaft: Silber 
Degen Mannschaft: 7. Platz

- Attilio Calatroni
Florett Mannschaft: Silber

- John Pezza
Degen: 9. Platz
Degen Mannschaft: 7. Platz

- Nicola Granieri
Degen: 23. Platz
Degen Mannschaft: 7. Platz

- Marcello Bertinetti
Degen: 54. Platz
Degen Mannschaft: 7. Platz

- Mario Aldo Montano
Säbel: 5. Platz
Säbel Mannschaft: Silber

- Michele Maffei
Säbel: 6. Platz
Säbel Mannschaft: Silber

- Angelo Arcidiacono
Säbel: 9. Platz
Säbel Mannschaft: Silber

- Tommaso Montano
Säbel Mannschaft: Silber

- Mario Tullio Montano
Säbel Mannschaft: Silber

Frauen
- Maria Consolata Collino
Florett: Silber 
Florett Mannschaft: 5. Platz

- Carola Mangiarotti
Florett: 23. Platz
Florett Mannschaft: 5. Platz

- Giulia Lorenzoni
Florett: 25. Platz
Florett Mannschaft: 5. Platz

- Doriana Pigliapoco
Florett Mannschaft: 5. Platz

- Susanna Batazzi
Florett Mannschaft: 5. Platz

### Gewichtheben
- Peppino Tanti
Federgewicht: 10. Platz

### Judo
- Felice Mariani
Leichtgewicht: Bronze

- Ezio Gamba
Halbmittelgewicht: 11. Platz

- Mario Vecchi
Halbschwergewicht: 30. Platz

### Kanu
Männer
- Oreste Perri
Einer-Kajak 500 m: 7. Platz
Einer-Kajak 1000 m: 4. Platz

- Paolo Lepori
Zweier-Kajak 500 m: im Halbfinale ausgeschieden

- Pier Duilio Puccetti
Zweier-Kajak 500 m: im Halbfinale ausgeschieden
Vierer-Kajak 1000 m: im Viertelfinale ausgeschieden

- Danio Merli
Zweier-Kajak 1000 m: im Halbfinale ausgeschieden

- Giorgio Sbruzzi
Zweier-Kajak 1000 m: im Halbfinale ausgeschieden

- Luciano Buonfiglio
Vierer-Kajak 1000 m: im Viertelfinale ausgeschieden

- Massimo Moriconi
Vierer-Kajak 1000 m: im Viertelfinale ausgeschieden

- Andrea Salvietti
Vierer-Kajak 1000 m: im Viertelfinale ausgeschieden

- Pietro Bruschi
Einer-Canadier 500 m: im Viertelfinale ausgeschieden
Einer-Canadier 1000 m: im Halbfinale ausgeschieden

- Tiziano Annoni
Zweier-Canadier 500 m: im Viertelfinale ausgeschieden
Zweier-Canadier 1000 m: im Halbfinale ausgeschieden

- Ilario Passerini
Zweier-Canadier 500 m: im Viertelfinale ausgeschieden
Zweier-Canadier 1000 m: im Halbfinale ausgeschieden

### Leichtathletik
Männer
- Luciano Caravani
100 m: im Viertelfinale ausgeschieden
4-mal-100-Meter-Staffel: 6. Platz

- Pietro Mennea
200 m: 4. Platz
4-mal-100-Meter-Staffel: 6. Platz

- Pietro Farina
200 m: im Viertelfinale ausgeschieden

- Vittorino Milanesio
200 m: im Vorlauf ausgeschieden

- Alfonso Di Guida
400 m: im Halbfinale ausgeschieden

- Carlo Grippo
800 m: 8. Platz

- Venanzio Ortis
5000 m: im Vorlauf ausgeschieden

- Franco Fava
10.000 m: im Vorlauf ausgeschieden
Marathon: 8. Platz

- Massimo Magnani
Marathon: 13. Platz

- Giuseppe Cindolo
Marathon: Rennen nicht beendet

- Giuseppe Buttari
110 m Hürden: im Halbfinale ausgeschieden

- Gianni Ronconi
110 m Hürden: im Halbfinale ausgeschieden

- Armando Zambaldo
20 km Gehen: 6. Platz

- Vittorio Visini
20 km Gehen: 8. Platz

- Roberto Buccione
20 km Gehen: 10. Platz

- Vincenzo Guerini
4-mal-100-Meter-Staffel: 6. Platz

- Luigi Benedetti
4-mal-100-Meter-Staffel: 6. Platz

- Rodolfo Bergamo
Hochsprung: 6. Platz

- Oscar Raise
Hochsprung: 24. Platz

- Riccardo Fortini
Hochsprung: 32. Platz

- Roberto Veglia
Weitsprung: 23. Platz

- Armando De Vincentis
Diskuswurf: 15. Platz

- Silvano Simeon
Diskuswurf: 19. Platz

- Gian Paolo Urlando
Hammerwurf: 13. Platz

- Edoardo Podberschek
Hammerwurf: 17. Platz

Frauen
- Rita Bottiglieri
400 m: im Viertelfinale ausgeschieden

- Gabriella Dorio
800 m: im Halbfinale ausgeschieden
1500 m: 6. Platz

- Margherita Gargano
1500 m: im Vorlauf ausgeschieden

- Silvana Cruciata
1500 m: im Vorlauf ausgeschieden

- Ileana Ongar
100 m Hürden: 8. Platz

- Sara Simeoni
Hochsprung: Silber

- Donatella Bulfoni
Hochsprung: 24. Platz

### Moderner Fünfkampf
- Daniele Masala
Einzel: 4. Platz
Mannschaft: 6. Platz

- Pierpaolo Cristofori
Einzel: 25. Platz
Mannschaft: 6. Platz

- Mario Medda
Einzel: 39. Platz
Mannschaft: 6. Platz

### Radsport
- Giuseppe Martinelli
Straßenrennen: Silber

- Vittorio Algeri
Straßenrennen: 8. Platz

- Roberto Ceruti
Straßenrennen: 26. Platz

- Carmelo Barone
Straßenrennen: 31. Platz
Mannschaftszeitfahren: 11. Platz

- Vito Da Ros
Mannschaftszeitfahren: 11. Platz

- Gino Lori
Mannschaftszeitfahren: 11. Platz

- Dino Porrini
Mannschaftszeitfahren: 11. Platz

- Giorgio Rossi
Bahn Sprint: 8. Platz

- Massimo Marino
Bahn 1000 m Zeitfahren: 10. Platz

- Orfeo Pizzoferrato
Bahn 4000 m Einerverfolgung: 5. Platz

- Sandro Callari
Bahn 4000 m Mannschaftsverfolgung: 5. Platz

- Cesare Cipollini
Bahn 4000 m Mannschaftsverfolgung: 5. Platz

- Rino De Candido
Bahn 4000 m Mannschaftsverfolgung: 5. Platz

- Giuseppe Saronni
Bahn 4000 m Mannschaftsverfolgung: 5. Platz

### Reiten
- Fausto Puccini
Dressur: 27. Platz

- Raimondo D’Inzeo
Springreiten: 12. Platz
Springreiten Mannschaft: 9. Platz

- Graziano Mancinelli
Springreiten: 25. Platz
Springreiten Mannschaft: 9. Platz

- Piero D’Inzeo
Springreiten: 25. Platz
Springreiten Mannschaft: 9. Platz

- Giorgio Nuti
Springreiten Mannschaft: 9. Platz

- Federico Roman
Vielseitigkeit: 9. Platz
Vielseitigkeit Mannschaft: 4. Platz

- Mario Turner
Vielseitigkeit: 14. Platz
Vielseitigkeit Mannschaft: 4. Platz

- Alessandro Argenton
Vielseitigkeit: 22. Platz
Vielseitigkeit Mannschaft: 4. Platz

- Giovanni Bossi
Vielseitigkeit: ausgeschieden
Vielseitigkeit Mannschaft: 4. Platz

### Ringen
- Antonio Quistelli
Papiergewicht, griechisch-römisch: in der 2. Runde ausschieden

- Antonino Caltabiano
Fliegengewicht, griechisch-römisch: 7. Platz

- Domenico Giuffrida
Federgewicht, griechisch-römisch: in der 2. Runde ausschieden

- Gian Matteo Ranzi
Leichtgewicht, griechisch-römisch: in der 4. Runde ausschieden

- Giuseppe Vitucci
Mittelgewicht, griechisch-römisch: in der 2. Runde ausschieden

- Claudio Pollio
Papiergewicht, Freistil: in der 2. Runde ausschieden

- Giuseppe Bognanni
Fliegengewicht, Freistil: in der 3. Runde ausschieden

- Giuseppe Spagnoli
Weltergewicht, Freistil: in der 3. Runde ausschieden

### Rudern
Männer
- Fabrizio Biondi
Einer: 10. Platz

- Umberto Ragazzi
Doppel-Zweier: 7. Platz

- Silvio Ferrini
Doppel-Zweier: 7. Platz

- Primo Baran
Zweier mit Steuermann: 5. Platz

- Annibale Venier
Zweier mit Steuermann: 5. Platz

- Franco Venturini
Zweier mit Steuermann: 5. Platz

- Matteo Caglieris
Vierer ohne Steuermann: 11. Platz

- Enzo Lanzarini
Vierer ohne Steuermann: 11. Platz

- Natale Spinello
Vierer ohne Steuermann: 11. Platz

- Pellegrino Croce
Vierer ohne Steuermann: 11. Platz

- Battista Paganelli
Vierer mit Steuermann: 12. Platz

- Enzo Borgonovi
Vierer mit Steuermann: 12. Platz

- Gino Iseppi
Vierer mit Steuermann: 12. Platz

- Ariosto Temporin
Vierer mit Steuermann: 12. Platz

- Paolo Trisciani
Vierer mit Steuermann: 12. Platz

### Schießen
- Roberto Ferraris
Schnellfeuerpistole 25 m: Bronze

- Gianfranco Mantelli
Schnellfeuerpistole 25 m: 14. Platz

- Vincenzo Tondo
Freie Pistole 50 m: 6. Platz

- Enzo Contegno
Freie Pistole 50 m: 17. Platz

- Piero Errani
Kleinkalibergewehr Dreistellungskampf 50 m: 30. Platz

- Walter Frescura
Kleinkalibergewehr liegend 50 m: 5. Platz

- Giuseppe De Chirico
Kleinkalibergewehr liegend 50 m: 60. Platz

- Giovanni Mezzani
Laufende Scheibe 50 m: 18. Platz

- Lino Cerati
Laufende Scheibe 50 m: 21. Platz

- Ubaldesco Baldi
Trap: Bronze

- Silvano Basagni
Trap: 21. Platz

- Romano Garagnani
Skeet: 11. Platz

- Giuseppe Pepe
Skeet: 50. Platz

### Schwimmen
Männer
- Marcello Guarducci
100 m Freistil: 5. Platz
200 m Freistil: im Vorlauf ausgeschieden
4-mal-200-Meter-Freistil-Staffel: 8. Platz
4-mal-100-Meter-Lagen-Staffel: 7. Platz

- Roberto Pangaro
100 m Freistil: im Halbfinale ausgeschieden
200 m Freistil: im Vorlauf ausgeschieden
4-mal-200-Meter-Freistil-Staffel: 8. Platz

- Paolo Revelli
200 m Freistil: im Vorlauf ausgeschieden
4-mal-200-Meter-Freistil-Staffel: 8. Platz

- Paolo Barelli
100 m Schmetterling: im Vorlauf ausgeschieden
4-mal-200-Meter-Freistil-Staffel: 8. Platz
4-mal-100-Meter-Lagen-Staffel: 7. Platz

- Enrico Bisso
100 m Rücken: im Vorlauf ausgeschieden
4-mal-100-Meter-Lagen-Staffel: 7. Platz

- Giorgio Lalle
100 m Brust: 5. Platz
200 m Brust: im Vorlauf ausgeschieden
4-mal-100-Meter-Lagen-Staffel: 7. Platz

- Riccardo Urbani
100 m Schmetterling: im Vorlauf ausgeschieden

Frauen
- Laura Bortolotti
400 m Freistil: im Vorlauf ausgeschieden
800 m Freistil: im Vorlauf ausgeschieden

- Eleonora Pandini
400 m Freistil: im Vorlauf ausgeschieden
800 m Freistil: im Vorlauf ausgeschieden

- Antonella Roncelli
100 m Rücken: im Vorlauf ausgeschieden
200 m Rücken: im Vorlauf ausgeschieden
4-mal-100-Meter-Lagen-Staffel: im Vorlauf ausgeschieden

- Iris Corniani
100 m Brust: im Vorlauf ausgeschieden
4-mal-100-Meter-Lagen-Staffel: im Vorlauf ausgeschieden

- Donatella Talpo-Schiavon
100 m Schmetterling: im Vorlauf ausgeschieden
200 m Schmetterling: im Vorlauf ausgeschieden
4-mal-100-Meter-Lagen-Staffel: im Vorlauf ausgeschieden

- Elisabetta Dessy
4-mal-100-Meter-Lagen-Staffel: im Vorlauf ausgeschieden

### Segeln
- Mauro Pelaschier
Finn-Dinghy: 9. Platz

- Roberto Sponza
470er: 14. Platz

- Roberto Vencato
470er: 14. Platz

- Giuseppe Milone
Tempest: 5. Platz

- Roberto Mottola Di Amato
Tempest: 5. Platz

- Cesare Biagi
Tornado: 8. Platz

- Franco Pivoli
Tornado: 8. Platz

- Carlo Croce
Flying Dutchman: 16. Platz

- Luciano Zinali
Flying Dutchman: 16. Platz

- Fabio Albarelli
Soling: 15. Platz

- Gianfranco Oradini
Soling: 15. Platz

- Leopoldo Di Martino
Soling: 15. Platz

### Turnen
Männer
- Maurizio Milanetto
Einzelmehrkampf: 26. Platz
Boden: 59. Platz
Pferdsprung: 30. Platz
Barren: 38. Platz
Reck: 58. Platz
Ringe: 36. Platz
Seitpferd: 67. Platz

- Maurizio Montesi
Einzelmehrkampf: 31. Platz
Boden: 61. Platz
Pferdsprung: 66. Platz
Barren: 69. Platz
Reck: 57. Platz
Ringe: 29. Platz
Seitpferd: 61. Platz

- Angelo Zucca
Einzelmehrkampf: 66. Platz
Boden: 71. Platz
Pferdsprung: 54. Platz
Barren: 74. Platz
Reck: 65. Platz
Ringe: 43. Platz
Seitpferd: 82. Platz

Frauen
- Stefania Bucci
Einzelmehrkampf: 23. Platz
Boden: 19. Platz
Pferdsprung: 44. Platz
Stufenbarren: 47. Platz
Schwebebalken: 47. Platz
Mannschaftsmehrkampf: 12. Platz

- Patrizia Fratini
Einzelmehrkampf: 66. Platz
Boden: 34. Platz
Pferdsprung: 66. Platz
Stufenbarren: 75. Platz
Schwebebalken: 70. Platz
Mannschaftsmehrkampf: 12. Platz

- Valentina Spongia
Einzelmehrkampf: 68. Platz
Boden: 57. Platz
Pferdsprung: 76. Platz
Stufenbarren: 65. Platz
Schwebebalken: 63. Platz
Mannschaftsmehrkampf: 12. Platz

- Donatella Sacchi
Einzelmehrkampf: 71. Platz
Boden: 52. Platz
Pferdsprung: 66. Platz
Stufenbarren: 78. Platz
Schwebebalken: 63. Platz
Mannschaftsmehrkampf: 12. Platz

- Rita Peri
Einzelmehrkampf: 75. Platz
Boden: 28. Platz
Pferdsprung: 84. Platz
Stufenbarren: 67. Platz
Schwebebalken: 82. Platz
Mannschaftsmehrkampf: 12. Platz

- Carla Wieser
Einzelmehrkampf: 77. Platz
Boden: 73. Platz
Pferdsprung: 80. Platz
Stufenbarren: 83. Platz
Schwebebalken: 67. Platz
Mannschaftsmehrkampf: 12. Platz

### Volleyball
Männer
- 8. Platz
Andrea Nannini
Andrea Nencini
Erasmo Salemme
Fabrizio Nassi
Francesco Dall’Olio
Giorgio Goldoni
Giovanni Lanfranco
Marco Negri
Mario Mattioli
Paolo Montorsi
Rodolfo Giovenzana
Stefano Sibani

### Wasserball
- Silber 
Alberto Alberani
Silvio Baracchini
Luigi Castagnola
Vincenzo D’Angelo
Marcello Del Duca
Gianni De Magistris
Riccardo De Magistris
Alessandro Ghibellini
Sante Marsili
Umberto Panerai
Roldano Simeoni

### Wasserspringen
Männer
- Franco Cagnotto
3 m Kunstspringen: Silber

- Klaus Dibiasi
3 m Kunstspringen: 8. Platz
10 m Turmspringen: Gold

- Claudio De Miro
3 m Kunstspringen: 22. Platz
10 m Turmspringen: 13. Platz

Frauen
- Carmen Casteiner
10 m Turmspringen: 19. Platz